# Pascal Fugier
Pascal Fugier est un footballeur puis entraîneur français, né le 22 septembre 1968 à Guilherand-Granges dans l'Ardèche. Il évolue au poste de défenseur ou de milieu de terrain du milieu des années 1980 au début des années 2000.
Formé à l'Olympique lyonnais, il évolue ensuite à l'Olympique de Marseille, au Stade rennais puis joue sept ans sous les couleurs du Montpellier HSC où il termine sa carrière professionnelle.

## Biographie

### Joueur
Pascal Fugier commence le football à l'âge de sept ans au sein du FC Portes-lès-Valence, club de la Drôme. En 1982, il intègre les rangs de l'ASOA Valence où il est remarqué par l'Olympique lyonnais et rejoint le centre de formation de l'OL l'année suivante. L'entraîneur Robert Nouzaret le fait débuter en équipe première à l'âge de dix-sept ans, lors de la saison 1985-1986 disputée en division 2,. Le club, aux moyens financiers limités, termine en fin de championnat troisième de son groupe et, en barrages d'accession s'incline deux buts à un face au FC Mulhouse.
Joueur polyvalent pouvant occuper tous les postes de la défense ou évoluer en milieu défensif, Pascal Fugier s'impose en équipe première la saison suivante. Le club termine deuxième du groupe B et en barrages d'accession après avoir battu le FC Mulhouse s'incline face à l'AS Cannes. En 1987-1988, l'OL, nouvellement présidé par Jean-Michel Aulas et dirigé par Raymond Domenech, échoue encore en barrages après avoir termine deuxième de son groupe. L'accession en division 1 est acquise  en 1988-1989, l'OL termine premier du groupe B et en finale des groupes de division 2 l'emporte sur le FC Mulhouse deux buts à un sur les deux matchs. Pascal Fugier est alors sélectionné en équipe de France espoirs dirigée par Marc Bourrier. Il remporte avec les « Bleuets » le tournoi de Toulon en 1989.
Pour ce retour en division 1, Pascal Fugier est titulaire lors du premier match de la saison, disputé le 21 juillet 1989, face à l'Olympique de Marseille. Les Lyonnais s'inclinent à domicile sur le score de quatre buts à un. Il dispute la totalité des rencontres de la saison qui voit le club lyonnais terminer à la huitième place du championnat après des débuts difficiles. En 1990-1991, l'OL confirme et termine cinquième du classement, se qualifiant ainsi pour la coupe de l'UEFA grâce à la victoire de l'AS Monaco en coupe de France. Pascal Fugier et ses coéquipiers sont éliminés en seizièmes de finale de la compétition européenne par le club turc de Trabzonspor en encaissant huit buts sur les deux rencontres. En championnat, le club vit une année difficile et termine seizième avec seulement deux points d'avance sur le premier relégable. Après une dernière saison terminée à la quatorzième place, Pascal Fugier, en fin de contrat, quitte son club formateur et rejoint l'Olympique de Marseille.
Dans un club marqué par l'affaire VA-OM, Pascal Fugier a un rôle de joker et dispute vingt-et-une rencontres de championnat comme remplaçant de Jocelyn Angloma ou de Rui Barros. L'OM termine en fin de saison vice-champion de France derrière le Paris Saint-Germain mais, se retrouve relégué en division 2 par le conseil fédéral de la Fédération française de football. Il quitte alors le club et rejoint le Stade rennais qui vient de remonter en division 1.
Pascal Fugier dispute deux saisons sous les couleurs du stade rennais comme titulaire sur le flanc droit de la défense. En fin de contrat, le club souhaite le prolonger mais, il préfère signer au Montpellier HSC pour des raisons familiales et ainsi retrouver Robert Nouzaret, son premier entraîneur à l'OL.
Son adaptation dans le club montpelliérain est difficile et il commence la saison comme remplaçant. En Coupe de l'UEFA, le club est éliminé d'entrée par le Sporting Portugal et, en championnat se retrouve dans la zone de relégation, à sept longueurs du seizième à la trêve. Il ne devient titulaire qu'à partir de janvier grâce à une victoire en Coupe de la Ligue disputée au stade des Costières face au Nîmes Olympique, il inscrit lors de ce match le but de la victoire un à zéro. Il devient un des joueurs majeurs du MHSC grâce à sa polyvalence et en championnat, le MHSC enchaine vingt matchs d'affilée sans défaite et terminent dixième. En coupe de France, Montpellier élimine en quart de finale, à l'extérieur, les Girondins de Bordeaux. Les Montpelliérains doivent cependant s'incliner en demi-finale face à En Avant Guingamp sur le score de deux à zéro après prolongations. Ils connaissent, à ce même stade, la défaite en coupe de la Ligue au stade Chaban-Delmas face à Bordeaux, sept tirs au but à six, après un match nul deux buts partout au terme de la prolongation.
La saison suivante, il atteint la finale de la coupe Intertoto en début de saison. Montpellier HSC s'incline face à l'Olympique lyonnais, quatre à deux sur les deux matchs et, en championnat termine à la douzième place. Huitième du championnat en 1999, le MHSC retrouve la coupe Intertoto l'année suivante et remporte cette compétition en battant le Hambourg SV à l'extérieur lors de la séance des tirs au but, Pascal Fugier inscrivant le dernier tir décisif. En fin de championnat, les Montpelliérains sont cependant relégués en division 2. Le MHSC remonte aussitôt et après deux dernières saisons en Ligue 1, il met fin à sa carrière professionnelle en juin 2003.

### Entraîneur
Pascal Fugier devient alors entraîneur et prend en charge les U15 du MHSC pendant la saison 2003-2004 puis l'année suivante devient entraîneur-joueur du Gallia Club Lunel en CFA 2. Il fait appel à d'anciens joueurs professionnels tels que Abdelkader Ferhaoui, Angelo Hugues, Luis Satorra ou Fabrice Henry pour encadrer les jeunes joueurs. Le club lunellois termine neuvième du groupe E en fin de championnat mais, en 2005-2006, la performance n'est pas renouvelée et le Gallia termine dernier de son groupe.
Pascal Fugier est nommé en août 2006 entraîneur du FC Rhône Vallées, toujours en CFA2. En décembre, alors que le club est cinq points des premiers non relégable et qu'il vient de perdre contre le GFCO Ajaccio lors du septième tour de la coupe de France, il démissionne et quitte alors le monde du football.

## Palmarès
Pascal Fugier dispute 376 matches pour dix buts inscrits en division 1. Avec son club formateur, l'Olympique lyonnais, il est champion de France de division 2 en 1989.
Lors de sa saison à l'Olympique de Marseille en 1993-1994, il termine vice-champion de France. Sous les couleurs du Montpellier HSC, il remporte la Coupe Intertoto en 1999 et, est également finaliste de cette compétition en 1997
Il compte trois sélections en équipe de France espoirs. Il remporte avec les « Bleuets » le tournoi de Toulon en 1989.

## Statistiques
Le tableau ci-dessous résume les statistiques en match officiel de Pascal Fugier durant sa carrière de joueur professionnel,,.
| Saison                | Club                   | Championnat           | Championnat | Championnat | Coupe(s) nationale(s) | Coupe(s) nationale(s) | Compétition(s) continentale(s) | Compétition(s) continentale(s) | Compétition(s) continentale(s) | Sélection      | Sélection | Sélection | Total | Total |
| Saison                | Club                   | Division              | M.          | B.          | M.                    | B.                    | Comp.                          | M.                             | B.                             | Équipe         | M.        | B.        | M.    | B.    |
| 1985-1986             | Olympique lyonnais     | Division 2            | 5           | 0           | 1                     | 0                     | -                              | -                              | -                              | -              | -         | -         | 6     | 0     |
| 1986-1987             | Olympique lyonnais     | Division 2            | 29          | 1           | 8                     | 0                     | -                              | -                              | -                              | -              | -         | -         | 37    | 1     |
| 1987-1988             | Olympique lyonnais     | Division 2            | 28          | 0           | 3                     | 0                     | -                              | -                              | -                              | -              | -         | -         | 31    | 0     |
| 1988-1989             | Olympique lyonnais     | Division 2            | 34          | 1           | 7                     | 0                     | -                              | -                              | -                              | France espoirs | 3         | 0         | 44    | 1     |
| 1989-1990             | Olympique lyonnais     | Division 1            | 38          | 1           | 1                     | 0                     | -                              | -                              | -                              | -              | -         | -         | 39    | 1     |
| 1990-1991             | Olympique lyonnais     | Division 1            | 34          | 0           | -                     | -                     | -                              | -                              | -                              | -              | -         | -         | 34    | 0     |
| 1991-1992             | Olympique lyonnais     | Division 1            | 37          | 0           | 1                     | 0                     | C3                             | 4                              | 0                              | -              | -         | -         | 42    | 0     |
| 1992-1993             | Olympique lyonnais     | Division 1            | 25          | 1           | 1                     | 0                     | -                              | -                              | -                              | -              | -         | -         | 26    | 1     |
| 1993-1994             | Olympique de Marseille | Division 1            | 21          | 1           | 4                     | 0                     | -                              | -                              | -                              | -              | -         | -         | 25    | 1     |
| 1994-1995             | Stade rennais FC       | Division 1            | 37          | 1           | 2                     | 0                     | -                              | -                              | -                              | -              | -         | -         | 39    | 1     |
| 1995-1996             | Stade rennais FC       | Division 1            | 35          | 0           | 2                     | 0                     | -                              | -                              | -                              | -              | -         | -         | 37    | 0     |
| 1996-1997             | Montpellier HSC        | Division 1            | 28          | 0           | 8                     | 1                     | C3                             | 2                              | 0                              | -              | -         | -         | 38    | 1     |
| 1997-1998             | Montpellier HSC        | Division 1            | 31          | 2           | 4                     | 1                     | CI                             | 7                              | 0                              | -              | -         | -         | 42    | 3     |
| 1998-1999             | Montpellier HSC        | Division 1            | 28          | 0           | 5                     | 0                     | -                              | -                              | -                              | -              | -         | -         | 33    | 0     |
| 1999-2000             | Montpellier HSC        | Division 1            | 31          | 1           | 3                     | 1                     | CI+C3                          | 6+4                            | 0+0                            | -              | -         | -         | 44    | 2     |
| 2000-2001             | Montpellier HSC        | Division 2            | 34          | 0           | 1                     | 0                     | -                              | -                              | -                              | -              | -         | -         | 35    | 0     |
| 2001-2002             | Montpellier HSC        | Division 1            | 27          | 3           | 3                     | 0                     | -                              | -                              | -                              | -              | -         | -         | 30    | 3     |
| 2002-2003             | Montpellier HSC        | Ligue 1               | 4           | 0           | -                     | -                     | -                              | -                              | -                              | -              | -         | -         | 4     | 0     |
| Total sur la carrière | Total sur la carrière  | Total sur la carrière | 506         | 12          | 54                    | 3                     | -                              | 23                             | 0                              | -              | 3         | 0         | 586   | 15    |